# Limes. Studia i Materiały z Dziejów Europy Środkowo-Wschodniej
Limes. Studia i Materiały z Dziejów Europy Środkowo-Wschodniej – rocznik ukazujący się od 2008 roku. Wydawany jest przez Wydawnictwo Uniwersytetu Rzeszowskiego. Redaktorzy: Stanislaw Nabywaniec, Jerzy Motylewicz, Wioletta Zawitkowska. Pismo publikuje prace naukowe  historyków związanych ze środowiskiem historycznym Rzeszowa. 